# Gryposaurus
Gryposaurus ist eine Gattung ornithopoder Dinosaurier aus der Gruppe der Hadrosauridae. Fossilien wurden auf dem nordamerikanischen Kontinent entdeckt und werden auf das Untercampanium datiert. Anerkannte Arten von Gryposaurus stammen aus der Dinosaur-Park-Formation in der kanadischen Provinz Alberta, der Two-Medicine-Formation in Montana und der Kaiparowits-Formation in Utah.
Gryposaurus zeigt starke Ähnlichkeiten mit Kritosaurus, beide Gattungen wurden viele Jahre lang als dieselbe Gattung angesehen. Gryposaurus ist durch zahlreiche Schädel und verschiedene Skelette überliefert, von denen einige sogar mitsamt Hautabdrücken erhalten sind. Die Gattung lässt sich durch den schmalen, gewölbten Nasenhöcker, der an eine Höckernase erinnert, von anderen Hadrosauriden unterscheiden. Dieser Höcker könnte zur Arterkennung, zur sexuellen Identifikation und/oder bei innerartlichen Kämpfen eingesetzt worden sein. Wie andere Hadrosauriden konnte sich Gryposaurus wahrscheinlich sowohl zweibeinig (biped) als auch vierbeinig (quadruped) fortbewegen und ernährte sich von Pflanzen (herbivor). Mit einer Länge von etwa 9 Metern war Gryposaurus ein mittelgroßer Hadrosauride, der möglicherweise Habitate in Flussnähe bevorzugte.

## Etymologie
Der Name Gryposaurus leitet sich von den griechischen Wörtern grypos für „Hakennase“ und sauros für „Echse“ ab. Der Name weist dabei auf die gewölbte Nasenregion als Charakteristikum der Gattung. Manchmal wird der Name fälschlicherweise mit „Greif-Echse“ (von lat.: gryphus „Greif“) übersetzt.

## Beschreibung

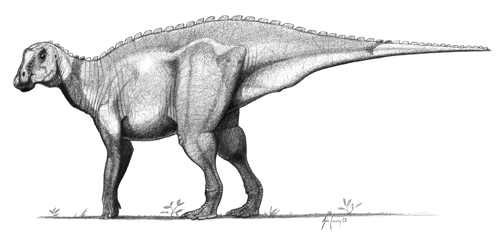
Lebendrekonstruktion von Gryposaurus notabilis

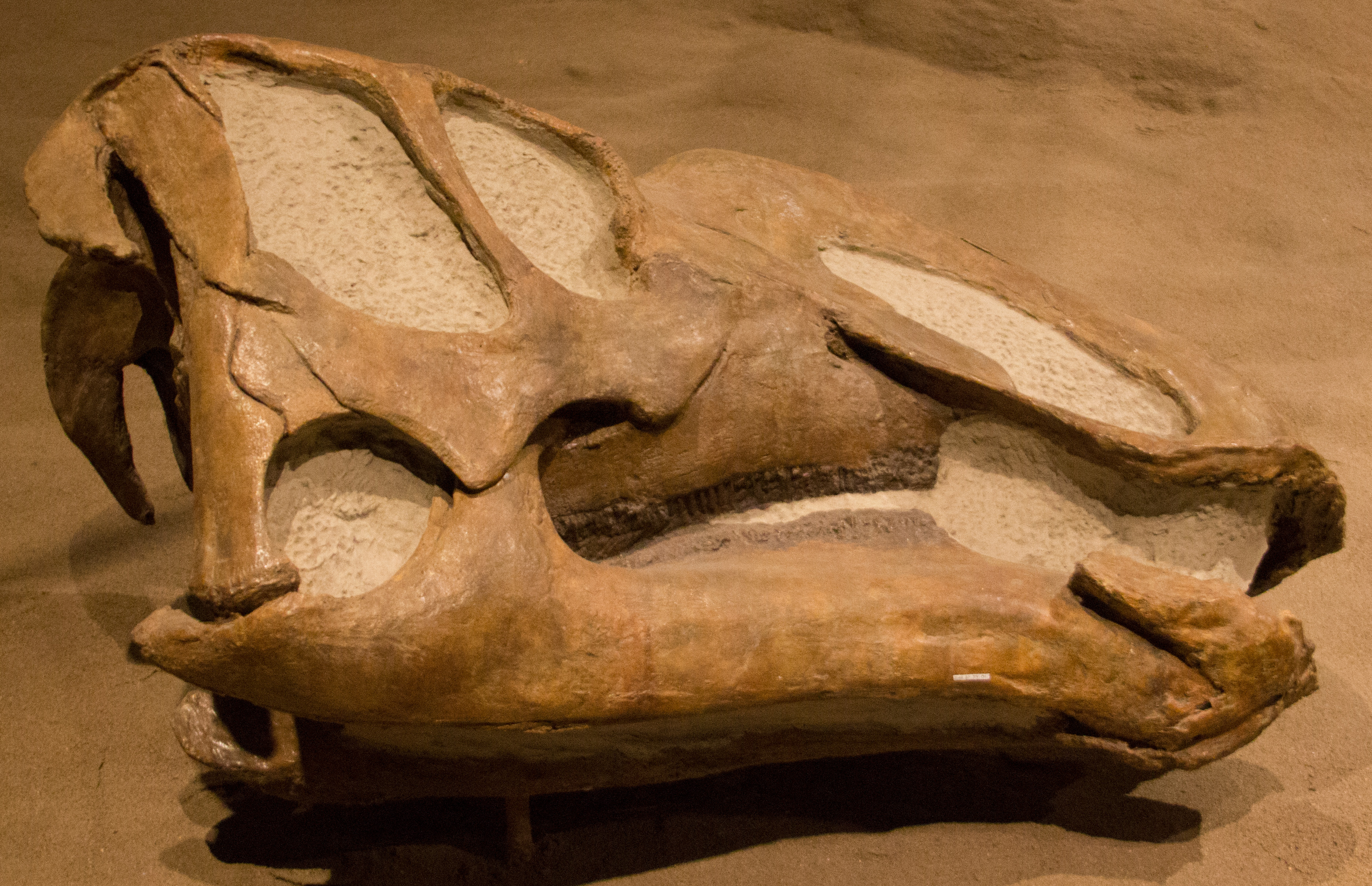
Schädel von Gryposaurus im Royal Tyrrell Museum; hier ist deutlich der Nasenbogen zu erkennen.

Gryposaurus zeigte die für Hadrosauriden typische Größe und Gestalt. Eines der am besten erhaltenen Skelette, das nahezu vollständige Typusexemplar von Kritosaurus incurvimanus (heute als Synonym von Gryposaurus notabilis angesehen), stammt von einem etwa 8,2 Meter langen Tier. Dieses Skelett zeigt außerdem die am besten erhaltenen Hautabdrücke, die von Gryposaurus bekannt sind. Sie zeigen, dass dieser Dinosaurier unterschiedliche Typen von Schuppen besaß: Am Schwanz und an den Flanken trug Gryposaurus pyramidenförmige, geriffelte, napfschneckenförmige, bis zu 3,8 cm lange Schuppen, während sich am Hals und an den Seiten des Körpers einheitliche, polygonale Schuppen befanden. Pyramidenförmige, seitlich abgeflachte und geriffelte Strukturen waren auf dem Rücken entlang der Mittellinie des Körpers in einer Reihe angeordnet.
Die drei benannten Arten von Gryposaurus unterscheiden sich in Feinheiten im Schädel und im Unterkiefer. Der markante, für diese Gattung charakteristische Nasenbogen wird durch das paarige Nasenbein gebildet. Der Bogen gipfelt vor den Augen in einem rundlichen Höcker, der ebenso hoch ist wie der höchste Punkt der Schädelrückseite. Das Skelett ist sehr gut bekannt und wird daher häufig für Interpretationen und Vergleiche anderer Hadrosauriden herangezogen.

## Systematik
Gryposaurus wird innerhalb der Familie Hadrosauridae zu der Unterfamilie Hadrosaurinae gestellt, der Unterfamilie ohne hohle Kopfkämme. Der allgemeine Begriff „Gryposaurier“ wird manchmal auch als Bezeichnung für alle Hadrosaurier mit gewölbter Nase benutzt. Die Gattung Tethyshadros wurde vor ihrer Beschreibung (damals unter dem Spitznamen „Antonio“ bekannt) ebenfalls dieser Gruppe zugeordnet. Eine Unterfamilie „Gryposaurinae“ wurde von Jack Horner (1992) aufgestellt, diese gilt heute jedoch als verworfen. Die Frage, mit welchen Vertretern der Hadrosaurinae Gryposaurus am nächsten verwandt ist, kann nicht eindeutig geklärt werden, da ein umfassender Vergleich mit Kritosaurus nicht möglich ist. Unterschiede beider Gattungen sind die Fundorte (Gryposaurus wurde in Alberta und Montana, Kritosaurus in New Mexico gefunden) sowie das Alter der Fossilien (Kritosaurus stammt aus etwas jüngeren Gesteinsschichten wie Gryposaurus). Der Schädel von Kritosaurus ist nur unvollständig bekannt, so fehlen die meisten Knochen im Bereich der Augen; der bekannte Teil ist dem Schädel des Gryposaurus jedoch sehr ähnlich.
Das folgende Kladogramm basiert auf phylogenetischen Untersuchungen von Prieto-Márquez und Wagner (2012) und stellt die Verwandtschaftsverhältnisse von Gryposaurus innerhalb der Kritosaurini, einer Gruppe abgeleiteter Vertreter aus der Familie der Hadrosaurier, dar:
|  | Gryposaurus latidens                                                                |
|  |                                                                                     |
|  | \| \| Gryposaurus notabilis \| \| \| \| \| \| Gryposaurus monumentensis \| \| \| \| |
|  |                                                                                     |
|  | Gryposaurus notabilis                                                               |
|  |                                                                                     |
|  | Gryposaurus monumentensis                                                           |
|  |                                                                                     |

|  | Gryposaurus notabilis     |
|  |                           |
|  | Gryposaurus monumentensis |
|  |                           |

|  | Unbenannte Gattung aus dem Big-Bend-Nationalpark              |
|  |                                                               |
|  | \| \| Secernosaurus \| \| \| \| \| \| Willinakaqe \| \| \| \| |
|  |                                                               |
|  | Secernosaurus                                                 |
|  |                                                               |
|  | Willinakaqe                                                   |
|  |                                                               |

|  | Secernosaurus |
|  |               |
|  | Willinakaqe   |
|  |               |

|  | Gryposaurus latidens                                                                |
|  |                                                                                     |
|  | \| \| Gryposaurus notabilis \| \| \| \| \| \| Gryposaurus monumentensis \| \| \| \| |
|  |                                                                                     |
|  | Gryposaurus notabilis                                                               |
|  |                                                                                     |
|  | Gryposaurus monumentensis                                                           |
|  |                                                                                     |

|  | Gryposaurus notabilis     |
|  |                           |
|  | Gryposaurus monumentensis |
|  |                           |

|  | Unbenannte Gattung aus dem Big-Bend-Nationalpark              |
|  |                                                               |
|  | \| \| Secernosaurus \| \| \| \| \| \| Willinakaqe \| \| \| \| |
|  |                                                               |
|  | Secernosaurus                                                 |
|  |                                                               |
|  | Willinakaqe                                                   |
|  |                                                               |

|  | Secernosaurus |
|  |               |
|  | Willinakaqe   |
|  |               |

|  | Gryposaurus latidens                                                                |
|  |                                                                                     |
|  | \| \| Gryposaurus notabilis \| \| \| \| \| \| Gryposaurus monumentensis \| \| \| \| |
|  |                                                                                     |
|  | Gryposaurus notabilis                                                               |
|  |                                                                                     |
|  | Gryposaurus monumentensis                                                           |
|  |                                                                                     |

|  | Gryposaurus notabilis     |
|  |                           |
|  | Gryposaurus monumentensis |
|  |                           |

|  | Unbenannte Gattung aus dem Big-Bend-Nationalpark              |
|  |                                                               |
|  | \| \| Secernosaurus \| \| \| \| \| \| Willinakaqe \| \| \| \| |
|  |                                                               |
|  | Secernosaurus                                                 |
|  |                                                               |
|  | Willinakaqe                                                   |
|  |                                                               |

|  | Secernosaurus |
|  |               |
|  | Willinakaqe   |
|  |               |

|  | Gryposaurus latidens                                                                |
|  |                                                                                     |
|  | \| \| Gryposaurus notabilis \| \| \| \| \| \| Gryposaurus monumentensis \| \| \| \| |
|  |                                                                                     |
|  | Gryposaurus notabilis                                                               |
|  |                                                                                     |
|  | Gryposaurus monumentensis                                                           |
|  |                                                                                     |

|  | Gryposaurus notabilis     |
|  |                           |
|  | Gryposaurus monumentensis |
|  |                           |

|  | Unbenannte Gattung aus dem Big-Bend-Nationalpark              |
|  |                                                               |
|  | \| \| Secernosaurus \| \| \| \| \| \| Willinakaqe \| \| \| \| |
|  |                                                               |
|  | Secernosaurus                                                 |
|  |                                                               |
|  | Willinakaqe                                                   |
|  |                                                               |

|  | Secernosaurus |
|  |               |
|  | Willinakaqe   |
|  |               |

|  | Gryposaurus latidens                                                                |
|  |                                                                                     |
|  | \| \| Gryposaurus notabilis \| \| \| \| \| \| Gryposaurus monumentensis \| \| \| \| |
|  |                                                                                     |
|  | Gryposaurus notabilis                                                               |
|  |                                                                                     |
|  | Gryposaurus monumentensis                                                           |
|  |                                                                                     |

|  | Gryposaurus notabilis     |
|  |                           |
|  | Gryposaurus monumentensis |
|  |                           |

|  | Unbenannte Gattung aus dem Big-Bend-Nationalpark              |
|  |                                                               |
|  | \| \| Secernosaurus \| \| \| \| \| \| Willinakaqe \| \| \| \| |
|  |                                                               |
|  | Secernosaurus                                                 |
|  |                                                               |
|  | Willinakaqe                                                   |
|  |                                                               |

|  | Secernosaurus |
|  |               |
|  | Willinakaqe   |
|  |               |

|  | Gryposaurus latidens                                                                |
|  |                                                                                     |
|  | \| \| Gryposaurus notabilis \| \| \| \| \| \| Gryposaurus monumentensis \| \| \| \| |
|  |                                                                                     |
|  | Gryposaurus notabilis                                                               |
|  |                                                                                     |
|  | Gryposaurus monumentensis                                                           |
|  |                                                                                     |

|  | Gryposaurus notabilis     |
|  |                           |
|  | Gryposaurus monumentensis |
|  |                           |

|  | Unbenannte Gattung aus dem Big-Bend-Nationalpark              |
|  |                                                               |
|  | \| \| Secernosaurus \| \| \| \| \| \| Willinakaqe \| \| \| \| |
|  |                                                               |
|  | Secernosaurus                                                 |
|  |                                                               |
|  | Willinakaqe                                                   |
|  |                                                               |

|  | Secernosaurus |
|  |               |
|  | Willinakaqe   |
|  |               |

|  | Gryposaurus latidens                                                                |
|  |                                                                                     |
|  | \| \| Gryposaurus notabilis \| \| \| \| \| \| Gryposaurus monumentensis \| \| \| \| |
|  |                                                                                     |
|  | Gryposaurus notabilis                                                               |
|  |                                                                                     |
|  | Gryposaurus monumentensis                                                           |
|  |                                                                                     |

|  | Gryposaurus notabilis     |
|  |                           |
|  | Gryposaurus monumentensis |
|  |                           |

|  | Unbenannte Gattung aus dem Big-Bend-Nationalpark              |
|  |                                                               |
|  | \| \| Secernosaurus \| \| \| \| \| \| Willinakaqe \| \| \| \| |
|  |                                                               |
|  | Secernosaurus                                                 |
|  |                                                               |
|  | Willinakaqe                                                   |
|  |                                                               |

|  | Secernosaurus |
|  |               |
|  | Willinakaqe   |
|  |               |

|  | Gryposaurus latidens                                                                |
|  |                                                                                     |
|  | \| \| Gryposaurus notabilis \| \| \| \| \| \| Gryposaurus monumentensis \| \| \| \| |
|  |                                                                                     |
|  | Gryposaurus notabilis                                                               |
|  |                                                                                     |
|  | Gryposaurus monumentensis                                                           |
|  |                                                                                     |

|  | Gryposaurus notabilis     |
|  |                           |
|  | Gryposaurus monumentensis |
|  |                           |

|  | Unbenannte Gattung aus dem Big-Bend-Nationalpark              |
|  |                                                               |
|  | \| \| Secernosaurus \| \| \| \| \| \| Willinakaqe \| \| \| \| |
|  |                                                               |
|  | Secernosaurus                                                 |
|  |                                                               |
|  | Willinakaqe                                                   |
|  |                                                               |

|  | Secernosaurus |
|  |               |
|  | Willinakaqe   |
|  |               |

## Fund und Entdeckungsgeschichte

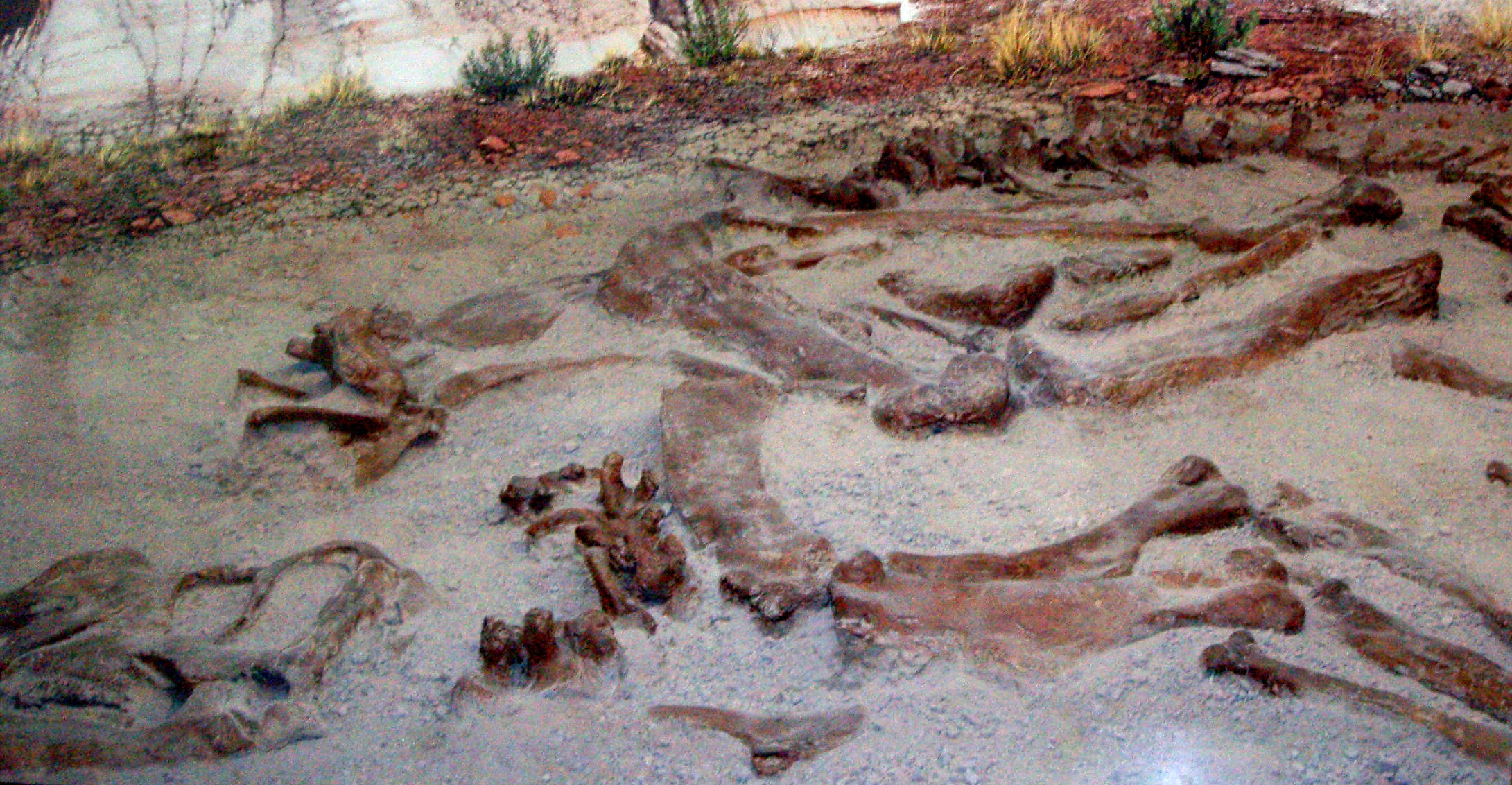
Fossilien von Gryposaurus notabilis

Gryposaurus basiert auf dem Exemplar NMC 2278 (Holotypus), ein Teilskelett mitsamt Schädel, das 1913 von George F. Sternberg entdeckt wurde. Der Fund stammt aus der Dinosaur-Park-Formation am Red Deer River in Alberta (Kanada). Kurz darauf (1914) wurde es von Lawrence Lambe beschrieben und benannt; dabei stellte Lambe den Nasenbogen als ungewöhnliches Merkmal heraus. Einige Jahre zuvor hatte Barnum Brown einen fragmentarischen Schädel in New Mexico entdeckt und als neue Gattung Kritosaurus beschrieben. Die Schnauze dieses Schädels ist allerdings nur durch wenige Fragmente überliefert und wurde von Brown nach dem Schädel des heute als Anatotitan bekannten Hadrosauriden rekonstruiert, der eine flache Oberseite zeigt. Einige ungewöhnlich geformte Schnauzenfragmente hielt Brown für das Resultat von Kompressionen, die während der Fossilbildung entstanden. Lambes Beschreibung von Gryposaurus zeigte hingegen, dass Kritosaurus wahrscheinlich keine flache Schnauze, sondern möglicherweise ebenfalls einen gewölbten Nasenbogen aufwies. 1916 wurde der Kritosaurus-Schädel neu rekonstruiert, diesmal mit einem Nasenbogen analog dem des Gryposaurus. Sowohl Brown als auch Charles Gilmore vermuteten daraufhin, dass Gryposaurus und Kritosaurus dieselbe Gattung gewesen seien. Diese Hypothese, obwohl nicht universell unterstützt, fand Zustimmung bei anderen Paläontologen; so benannte William Parks ein nahezu vollständiges Skelett aus der Dinosaur-Park-Formation als Kritosaurus incurvimanus, nicht jedoch als Kritosaurus incurvimanus (interessanterweise beließen sie die Art Gryposaurus notabilis in ihrer eigenen Gattung Gryposaurus). Allerdings fehlt auch dem von Parks beschriebenen Skelett der vordere Teil des Schädels, so dass keine Details des Nasenbogens erkennbar sind. Die einflussreiche 1942 veröffentlichte Monografie von Lull und Wright über Hadrosauriden klärte die Kritosaurus/Gryposaurus-Frage für fast fünfzig Jahre zu Gunsten von Kritosaurus. Neuere, in den 1990er Jahren veröffentlichte Arbeiten argumentierten jedoch, dass das Fossilmaterial nicht ausreiche, um Gryposaurus zur Gattung Kritosaurus zu stellen; somit wurde Gryposaurus erneut, zumindest vorübergehend, von Kritosaurus separiert.
Für weitere Verwirrung sorgten Mutmaßungen, dass Hadrosaurus ebenfalls ein Synonym von Gryposaurus, Kritosaurus oder gar von beiden sei. Diese Hypothese wurde unter anderem von Jack Horner (1979) vertreten und war vor allem in den späten 1970ern und frühen 1980ern populär. Sie tauchte in einigen populärwissenschaftlichen Büchern dieser Zeit auf; ein bekanntes Buch, The Illustrated Encyclopedia of Dinosaurs, nutzt den Namen Kritosaurus für das kanadische Material (das heute Gryposaurus zugeordnet wird), aber identifiziert irritierenderweise K. incurvimanus als Hadrosaurus in einer Bildunterschrift. Obwohl Horner im Jahre 1979 die neue Namenskombination Hadrosaurus (Kritosaurus) notabilis für ein Teilskelett mit fragmentarischem Schädel sowie für ein weniger vollständiges Skelett aus dem Bearpaw-Shale von Montana benutzte, änderte er 1990 erneut seine Meinung und war einer der ersten, der erneut den Namen Gryposaurus in seinen Arbeiten verwendete. Aktuell hat sich die Ansicht durchgesetzt, dass Hadrosaurus, obwohl nur durch fragmentarisches Material bekannt, von Gryposaurus durch Unterschiede im Humerus (Oberarmknochen) und im Ilium (Darmbein) unterschieden werden kann.
Die voranschreitende Forschung offenbarte eine dritte Art, G. latidens, aus Gesteinen aus Montana, welche etwas älter sind als die klassischen Gryphosaurier-Fundstellen in Alberta. Die neue Art basiert auf zwei Teilen eines Skeletts, die bereits 1916 für das American Museum of Natural History gesammelt worden waren; außerdem sind Bonebeds („Knochenlager“) mit G. latidens-Fossilien bekannt. Horner, welcher die Exemplare beschrieb, vermutete, dass es sich um eine weniger abgeleitete („fortgeschrittene“) Spezies handele.

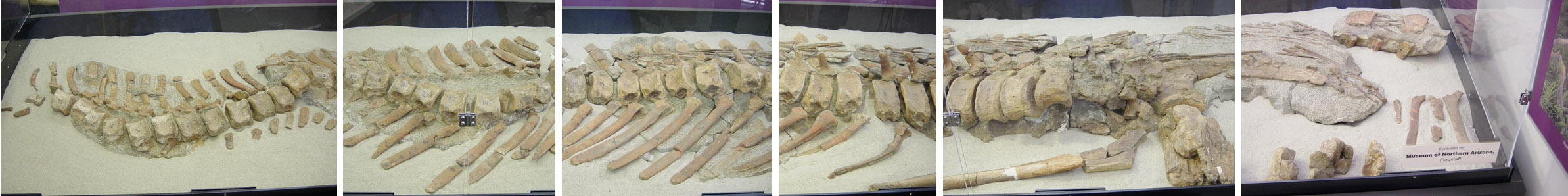
Teilweise versteinertes Skelett eines jungen Gryposaurus; ausgegraben und ausgestellt am Escalante-Grand Staircase National Monument in Südutah

Neues Material aus der Kaiparowits-Formation im Grand Staircase-Escalante National Monument in Utah besteht aus einem Schädel und Teilskelett der Art G. monumentensis. Der Schädel dieser Art war robuster als der von anderen Arten und das Praedentale zeigte vergrößerte Zacken entlang des oberen Rands, wo der Schnabel des Unterkiefers ansetzte. Diese neue Spezies erweitert deutlich die geographische Verbreitung von Gryposaurus, zudem könnte eine zweite, leichter gebaute Art präsent sein. Mehrere Gryphosaurier-Arten sind aus der Kaiparowits-Formation durch kraniale und postkraniale Überreste bekannt und waren größer als ihre nördlichen Verwandten.

## Arten

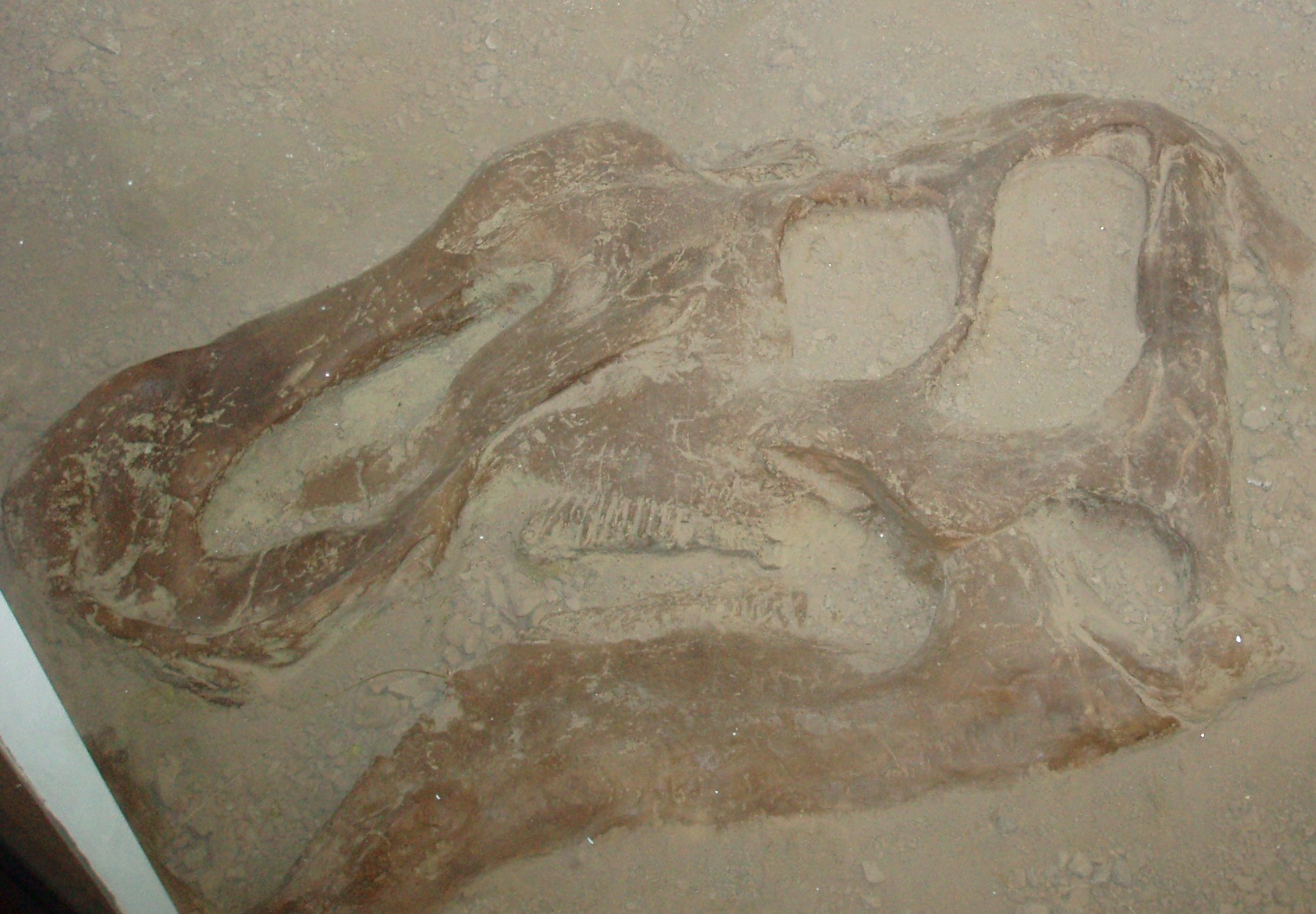
Schädel von Gryposaurus notabilis in Mailand

Drei Arten werden heute anerkannt: G. notabilis, G. latidens, und G. monumentensis. Die Typusart G. notabilis stammt aus dem späten Campanium (Oberkreide der Dinosaur-Park-Formation in Alberta). Wahrscheinlich ist G. notabilis mit G. incurvimanus identisch, welche aus derselben Formation stammt. Beide Arten wurden anhand des Nasenbogens (der bei G. notabilis größer und näher an den Augen sitzt) sowie anhand der Form des Oberarmknochens (der bei G. incurvimanus länger und robuster ist) voneinander abgegrenzt. Von G. notabilis sind zehn vollständige und zwölf fragmentarisch erhaltene Schädel sowie zahlreiche postkraniale Skelette bekannt; dazu kommen zwei Skelette samt Schädel, die einst G. incurvimanus zugeordnet wurden. G. latidens stammt aus der Two-Medicine-Formation (spätes Santonium bis frühes Campanium) von Pondera County, Montana, und ist durch unvollständige Schädel und Skelette verschiedener Individuen bekannt. Der Nasalbogen dieser Art ist ähnlich stark ausgeprägt wie der von G. notabilis, sitzt aber weiter vorne auf der Schnauze; außerdem sind die Zähne weniger stark abgeleitet und zeigen Merkmale, wie sie für basale Iguanodontia charakteristisch sind. Der informelle Name "Hadrosauravus" ist ein frühes, kaum benutztes Synonym für diese Art. Die erst 2007 beschriebene Art G. monumentensis ist durch einen Schädel und ein Teilskelett aus Utah bekannt. Diese Art wurde 2008 auf Platz zwei in der Top-10-Liste der neuen Arten vom International Institute for Species Exploration aufgeführt.
Schlecht erhaltene Fossilien aus Alberta, die ursprünglich als Trachodon (Pteropelyx) marginatus beschrieben wurden, wurden manchmal Kritosaurus unterstellt, unter der Annahme, dass Kritosaurus und Gryposaurus identisch sind. Dieses Nomen dubium könnte ein Synonym von G. notabilis gewesen sein; das letzte Review der Hadrosauridae führte beide Arten jedoch weiterhin getrennt.

## Paläobiologie

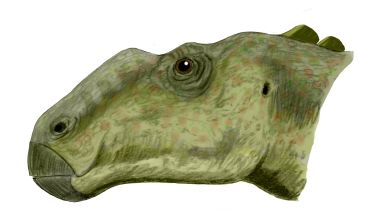
Rekonstruierter Kopf von Gryposaurus notabilis

Wie andere Hadrosauriden ernährte sich Gryposaurus von Pflanzen und konnte sich wahrscheinlich sowohl zweibeinig als auch vierbeinig fortbewegen. Spezielle Gelenke im Schädel ermöglichten Kaubewegungen zur effektiven Zerkleinerung der Nahrung. Die Zähne wurden kontinuierlich ersetzt; so waren die Kiefer mit hunderten in Zahnbatterien angeordneten Zähnen bestückt, von denen immer nur eine Handvoll in Benutzung war. Pflanzenmaterial wurde von dem breiten Schnabel abgeschnitten und beim Kauen durch ein backenähnliches Organ im Mund gehalten. Gryposaurus konnte vermutlich Futterquellen bis in 4 m Höhe erreichen.
Wie andere Vogelbeckensaurier der Dinosaur-Park-Formation existierte Gryposaurus nicht im gesamten Ablagerungszeitraum der Formation. Die oberen und damit jüngeren Schichten zeigen zunehmend marine Einflüsse. Gryposaurus fehlt im oberen Abschnitt der Formation, stattdessen ist Prosaurolophus präsent. Andere Dinosaurier, die lediglich im unteren Abschnitt der Formation gefunden wurden, schließen den gehörnten Dinosaurier Centrosaurus und den Hohlkamm-Hadrosauriden Corythosaurus mit ein. Gryposaurus hat möglicherweise Habitate in Flussnähe bevorzugt.
Der charakteristische Nasenbogen von Gryposaurus hatte vermutlich verschiedene soziale Funktionen. Er könnte das Geschlecht, die Artzugehörigkeit oder den sozialen Status des Individuums angezeigt haben. Er könnte auch zum Stoßen und Schieben in innerartlichen Kämpfen genutzt worden sein. Möglicherweise beherbergte der Nasenbogen aufblasbare Luftsäcke zur visuellen und akustischen Verständigung. Die Oberfläche des Bogens ist bei einigen Exemplaren rau, was entweder auf einen Überzug aus dicker keratinöser Haut oder auf einen knorpeligen Auswuchs hinweist.

## Paläoökologie
Argon-Argon-Datierungen zeigen, dass die Kaiparowits-Formation in Utah vor etwa 76,6 und 74,5 Millionen Jahren während des Campaniums der Oberkreide abgelagert wurde. Der Ablagerungsraum befand sich während der Oberkreide nahe der Westküste des Western Interior Seaway, eines großen Binnenmeeres, das Nordamerika in zwei Landmassen teilte, Laramidia im Westen und Appalachia im Osten. Die Dinosaurier bevölkerten eine vom Hochland umgebene Flussebene, die durch große Flüsse, Sümpfe, Teiche und Seen charakterisiert war. Das Klima war warm und feucht und ermöglichte eine vielfältige Flora und Fauna.
Gryposaurus teilte seinen Lebensraum in der Kaiparowits-Formation mit einer Vielzahl anderer Dinosaurier. Unter den Theropoden traten Dromaeosauriden auf, der Troodontide Talos sampsoni, Oviraptorosaurier wie Hagryphus giganteus, Ornithomimosaurier wie Ornithomimus velox und Tyrannosauriden wie Albertosaurus und Teratophoneus. Vogelbeckensaurier sind mit gepanzerten Ankylosauriern und den gehörnten Ceratopsiden Utahceratops gettyi, Nasutoceratops titusi und Kosmoceratops richardsoni ebenso vertreten wie durch Parasaurolophus cyrtocristatus, einen anderen Vertreter der Hadrosauridae. Die Paläofauna der Kaiparowits-Formation schloss außerdem Knorpelfische, Frösche, Salamander, Schildkröten, Echsen und Krokodile bzw. Crurotarsi ein. Eine Vielfalt von frühen Säugetieren war ebenfalls präsent, einschließlich Vertretern von Multituberculata, Beuteltieren und Insektenfressern.
Die Dinosaur-Park-Formation und die Two-Medicine-Formation wiesen eine ähnliche Fauna und Flora sowie ein ähnliches Klima wie die Kaiparowits-Formation auf. In der Dinosaur-Park-Formation wurden die Fossilien von Gryposaurs auf ein Alter von ca. 76 Millionen Jahren datiert. Damit lebte Gryposaurus zusammen mit den Hadrosauridern Corythosaurus und Parasaurolophus, den Ceratopsiern Centrosaurus und Chasmosaurus, Ankylosauriern wie Euoplocephalus und Edmontonia sowie den Tyrannosauriden Gorgosaurus. In der Two-Medicine-Formation wurden die Ceratopsia-Gattung Cerasinops, die Deinonychosauria Dromaeosaurus, Saurornitholestes und Troodon und die Tyrannosauriden Gorgosaurus und Albertosaurus in gleichen Gesteinsschichten wie Gryposaurus gefunden.